# Deflationierung
Mit Deflationierung bezeichnet man im Bereich der Wirtschaftsstatistik die Bereinigung von in Geldeinheiten ausgedrückten Größen (z. B. das Bruttoinlandsprodukt) um den Einfluss der Inflation. Dies geschieht, indem man die beobachtete Größe (nominale Größe) durch einen entsprechenden Preisindex dividiert. Als Ergebnis erhält man eine reale, preisbereinigte Größe.
In der deutschen Volkswirtschaftlichen Gesamtrechnung wurde der Preisindex in Preisen eines bestimmten Basisjahres berechnet. Seit 2005 ging man dazu über, die Preise des jeweiligen Vorjahres als Basis zu verwenden.
Siehe auch: Deflation